# Вулиця Варшавська (Львів)
Ву́лиця Варша́вська — вулиця у Шевченківському районі міста Львова, в місцевостях Клепарів та Голоско. Простягається від початку вулиці Липинського спершу на північ/північний захід, потім — на північний схід до вулиці Замарстинівської. З'єднує місцевість Клепарів з місцевістю Голоско.
Прилучаються вулиці Єлисея Плетенецького, Гранична, Горбкова, Тисова, Білоруська, Володимира Сосюри, Алчевської, Струмок, Мови, Вишнева, Ручай, Соснова, Поштова, Молодіжна, Томаша Масарика, Яблунева, Зимова, Зимова долішня, Зимова горішня, Петра Панча, Загула, Ланова, Ждахи, Випасова, Рільнича, Малоголосківська, Плужника, Тунельна, Коверка, На Нивах, Академіка Возняка, Теслярська, Орна, Буковинська, Жнивна, Щепова, Під Голоском, Липи, Волошкова та проспект Чорновола.

## Історія
До XX століття вулиця Варшавська була однією з головних вулиць приміського села Клепарів. На перехресті Варшавської та Граничної вулиць розташовувалася Клепарівська рогатка, де збирали мито з возів, які їхали з товарами до Львова. У 1922 році вулиця отримала назву вулиця Легіонів, на честь польських військових формувань, у 1926 році зафіксовано сучасну назву вулиці. Пізніше до вулиці було приєднано низку сусідніх вулочок: Урожайну (назва з 1950 року, стара назва Дожинкова — з 1936 року), Тисову (назва з 1934 року, колишня назва Лімановського — з 1931 року), Кедрову (колишні назви — Капусцинського (з 1924 року) та Сьвєркова (з 1933 року)) та Буйну (назва — з 1936 року).
У будинку під № 1 у 1950-х-1960-х роках розташовувався Львівський обласний спортивно-стрілецький клуб, нині тут міститься Львівський обласний навчальний спортивно-технічний центр ТСО України. Під № 39 — у 1949—1965 роках містився кінотеатр імені Котляревського. Будівля була демонтована у 1982—1983 роках через просідання даху.
У 1950-х роках за адресою Варшавська, 135 був Будинок культури селища Мале Голоско, адресу № 159 мала бібліотека № 14 цього селища.

## Забудова
Забудова вулиці досить різноманітна: тут присутні приватні садиби 1920-х—1950-х років, одно- та двоповерхові будинки 1930-х років у стилі конструктивізму, двоповерхова барачна забудова 1950-х років, кілька старих будинків у стилі класицизм, типові функціоналістські будинки 1960-х років, житлові дев'ятиповерхові будинки 1970-х—1980-х років. Стара садибна забудова переважає з непарного боку вулиці, на парному боці з кінця 1970-х років зводиться мікрорайон з багатоповерхівок.
Деяку історичну цінність мають кам'яниці № 11, № 32, № 44, № 46, № 57. Старий будинок № 92 є зразком типової забудови Клепарова кінця XIX століття. Будинки № 153, № 167, № 171, № 189, № 191 зведені на початку XX століття. Є і сучасні будівлі, зокрема, будинок № 136 зведений у 2009 році та відрізняється абстрактним малюнком на глухій стіні, що виходить на Варшавську.
Поряд з церквою святого Андрія у 1911 році фірмою Івана Левинського на кошти мешканців Клепарова було зведено будинок «Просвіти» (інша назва — будинок І. Вертипороха). В оформленні залу був залучений архітектор Олександр Лушпинський. Тут діяв один з перших українських стаціонарних театрів на території Львова.

## Культові споруди
На розі з вулицею Сосюри, за адресою Варшавська, 38 розташована Церква святого Андрія — греко-католицький храм, зведений у 1932 році Євгеном Нагірним за проєктом Сергія Тимошенка. Цікаво, що храм не припиняв свою діяльність навіть за часів радянської влади.
Трохи далі, на розі з вулицею Алчевської, стоїть церква святого Івана Хрестителя (буд. № 33), збудована та освячена у 1908 році і також належить греко-католицькій парафії. До 1939 року це був костел Матері Божої Вервичкової, за радянських часів церкву використовували як склад; храм був відреставрований та повторно освячений у 1997 році.
Наприкінці вулиці, з непарного боку, розташований невеличкий закинутий цвинтар, що призначався для поховання мешканців села Голоско. Збереглися могили кінця XIX століття. Тут поховані діячі товариства «Просвіта», Українські січові стрільці, які полягли у листопаді 1918 року під час польсько-українських боїв Листопадового Чину, польські та німецькі військові, що загинули під час боїв 1939 року. У 1970-х роках поховання на цвинтарі припинилися. З'явилися плани щодо ліквідації цвинтаря та будівництва на його місці 18-поверхового готелю, проте сильний спротив з боку місцевих мешканців, а пізніше і розпад СРСР, завадили втіленню цього проєкту в життя. На початку 1990-х роках на цвинтарі встановлено меморіальний дерев'яний хрест в пам'ять про УССів; в пам'ять про польських вояків, які захищали Львів у 1939 році, встановлено металевий хрест з постаментом.
На вулиці Буйній у міжвоєнний період існувала велика синагога «Шалом веемет». Її було спалено німцями у серпні 1941 року.

## Установи
- Дошкільний навчальний заклад № 10 (буд. № 46);
- Відділення поштового зв'язку № 20 (буд. № 56);
- Львівська середня загальноосвітня школа I-III ступенів № 91 (буд. № 58)[5];
- ЖЕК № 407 Шевченківського району (буд. № 64);
- Львівська середня загальноосвітня школа № 23 (буд. № 126)[4];
- Львівська дитяча музична школа № 3 (буд. № 136);
- Відділення поштового зв'язку № 61 (буд. № 193).

## Світлини

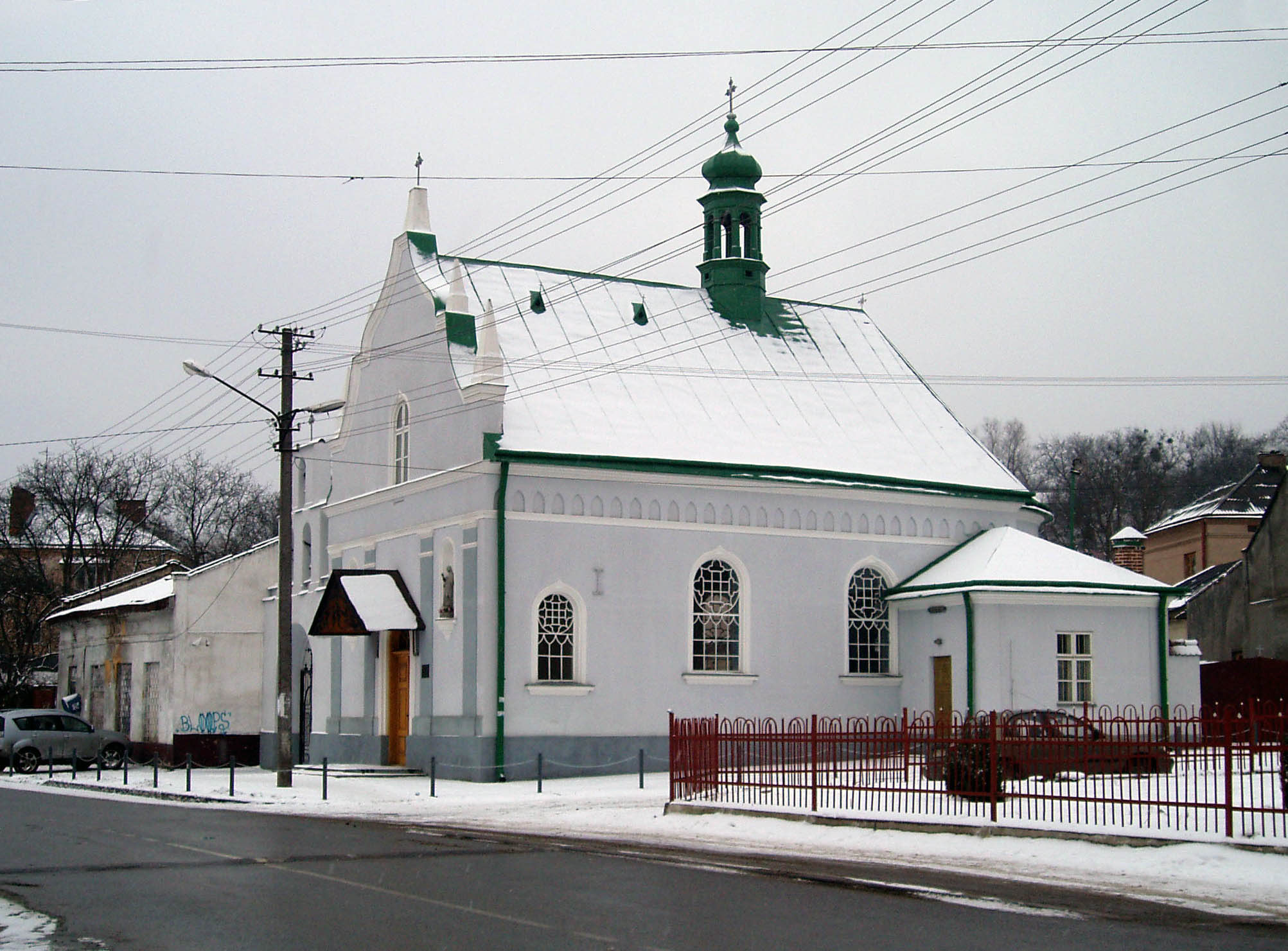
Церква святого Івана Хрестителя
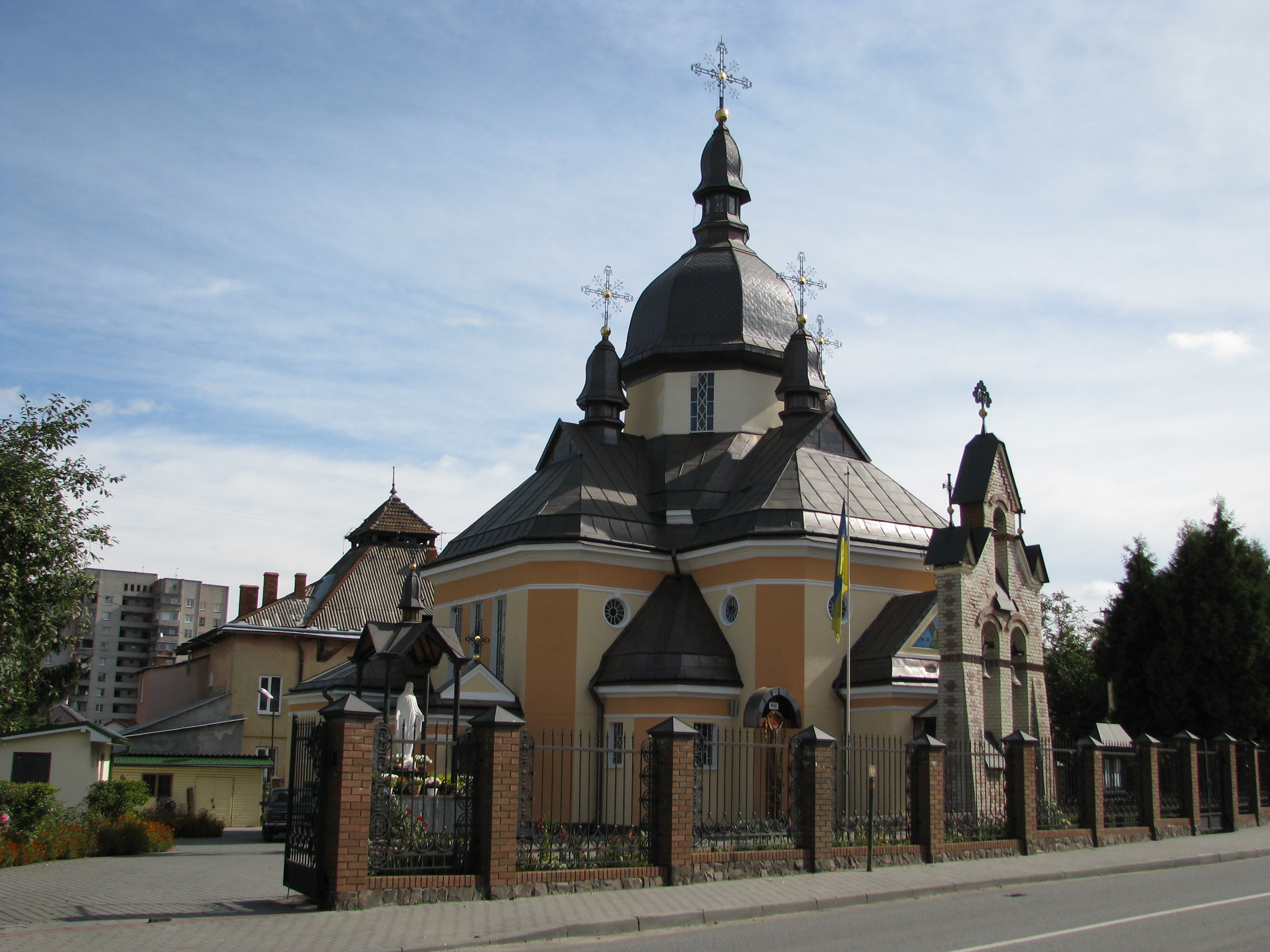
Церква святого Андрія
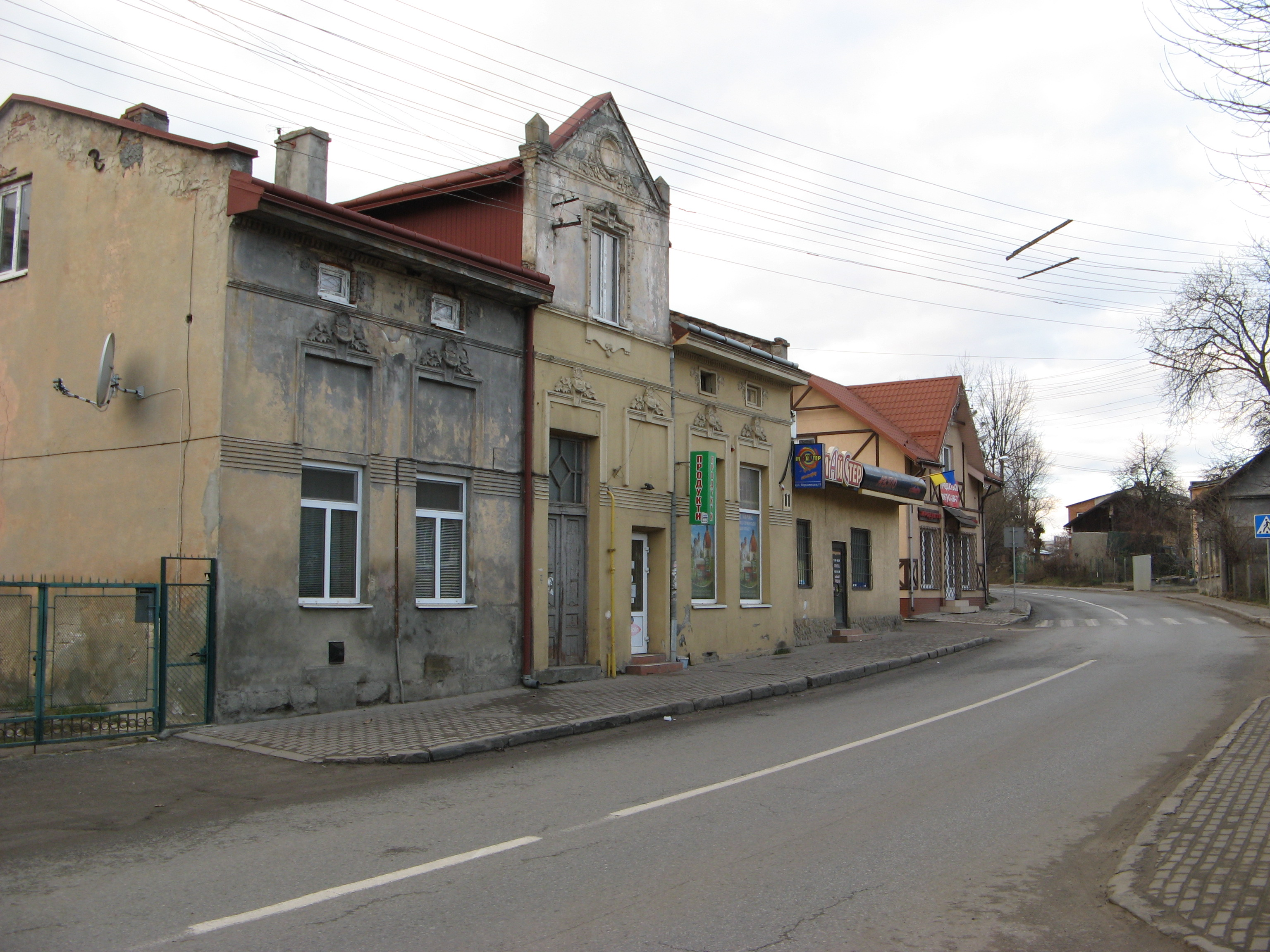
Неподалік від початку вулиці
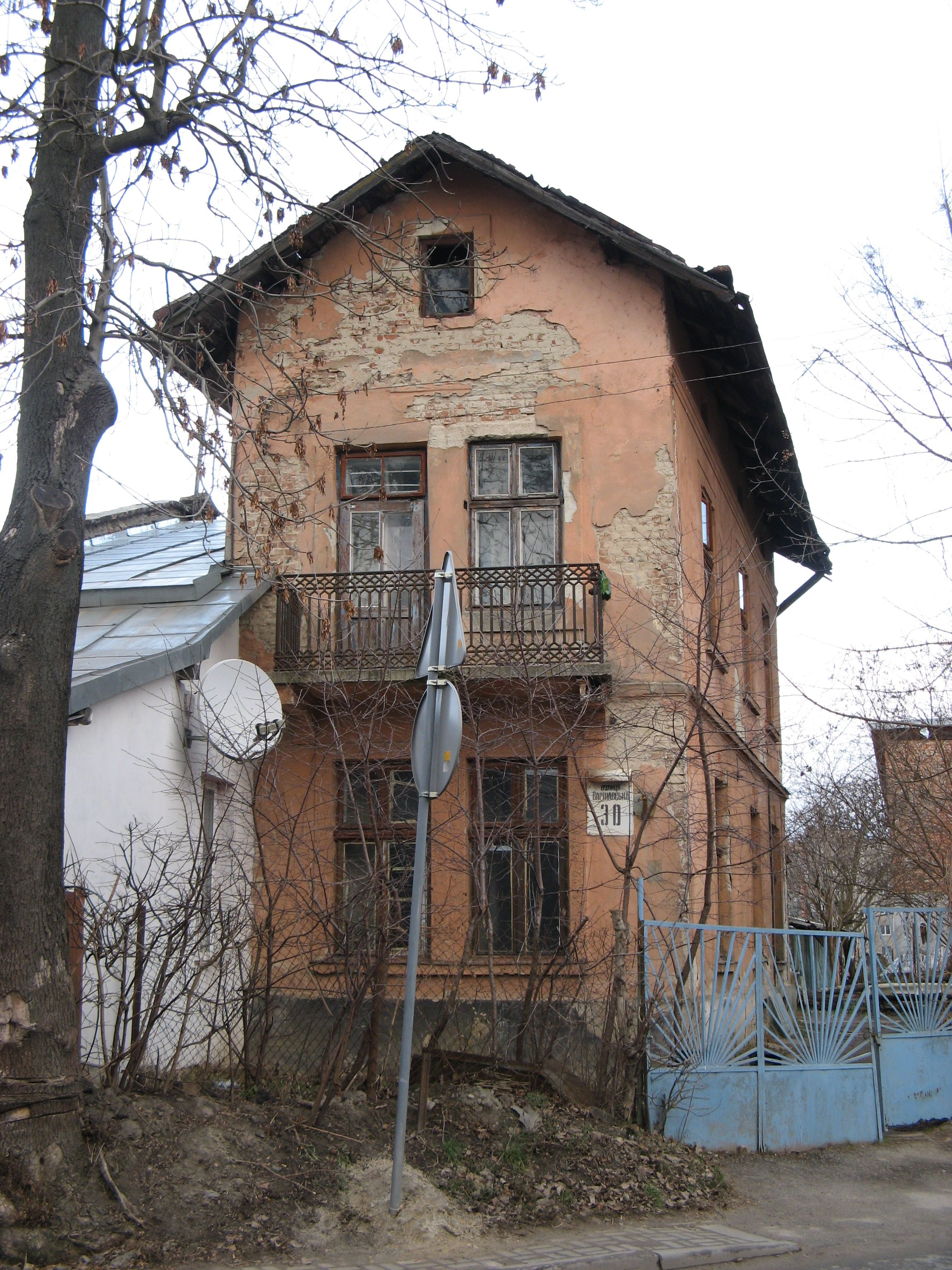
Довоєнна кам'яничка
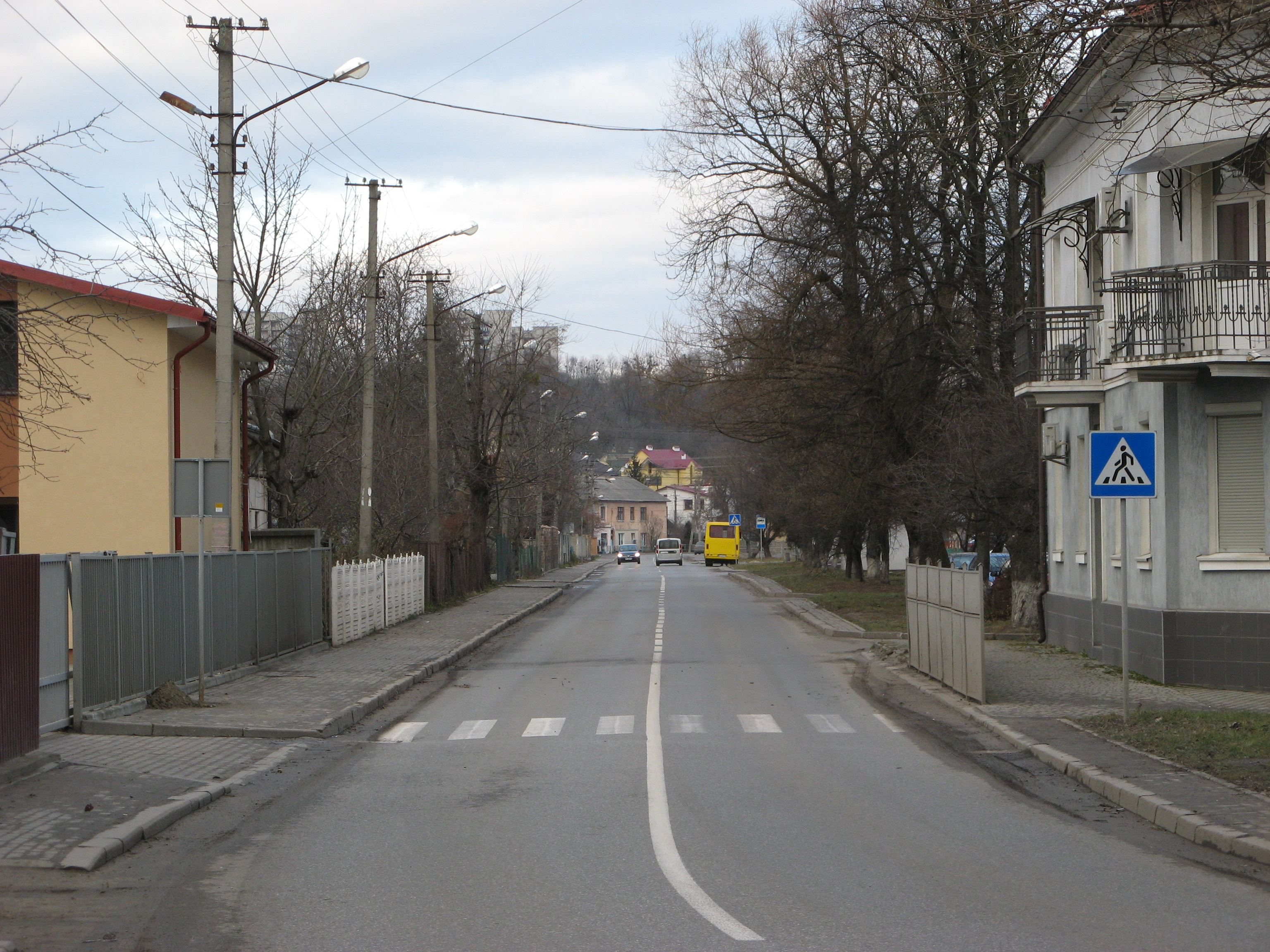
В районі вулиці Панча
Будівля СЗОШ № 91